# Pseudomelittia berlandi
Pseudomelittia berlandi is een vlinder uit de familie wespvlinders (Sesiidae), onderfamilie Sesiinae.
Pseudomelittia berlandi is voor het eerst wetenschappelijk beschreven door Le Cerf in 1917. De soort komt voor in het Afrotropisch gebied.